# Persil des marais
Persil des marais est un nom vernaculaire ambigu de plantes à fleurs de la famille des Apiaceae. Il peut faire référence à :
- Apium graveolens, encore appelé Céleri[1] ;
- Thysselinum palustre, encore appelé Peucédan des marais[2].